# 장항선 (배우)
장항선(한국 한자: 張項線/長項線, 본명: 김봉수, 1947년 2월 22일 ~ )은 대한민국의 배우다.

## 학력
- 신양초등학교 (졸업)
- 신양중학교 (졸업)
- 예산고등학교 (졸업)

## 이력
충청남도 예산군 신양면에서 출생하여 지난날 한때 강원도에서 잠시 유아기를 보낸 적이 있으며 1965년에 연극배우로 첫 데뷔하였으며 이후 1970년 한국방송공사 공채 탤런트 9기로 정식 데뷔했다. 예명을 정할 때 철도 노선인 장항선이 떠올라 이 이름으로 예명을 정했다고 한다. 아들인 김혁도 배우이다.

## 연기 활동

### 드라마
- 1975년 KBS 반공드라마 《전우》
- 1978년 KBS 6.25 특집드라마 《6.25》
- 1982년 KBS1 대하드라마 《풍운》 ... 마건충 역
- 1982년 KBS1 반공드라마 《지금 평양에선》
- 1983년 KBS2 주간연속극 《형사기동대》
- 1984년 KBS1 신년특집극 《비객》
- 1986년 KBS2 3.1절 특집드라마 《님의 침묵》
- 1986년 KBS1 반공드라마 《남십자성》
- 1987년 KBS2 일일연속극 《사모곡》
- 1989년 KBS1 특집극 《지포리에서 생긴 일》
- 1989년 KBS1 8.15 특집극 《조명하》
- 1989년 KBS1 대하드라마 《역사는 흐른다》
- 1989년 MBC 미니시리즈 《제5열》 ... 박 반장 역
- 1990년 KBS1 신년특집 드라마 《구리반지》
- 1990년 KBS2 미니시리즈 《지워진 여자》
- 1990년 KBS2 청춘드라마 《사랑이 꽃피는 나무》 ... 우문기(2기) 역
- 1990년 KBS2 월화드라마 《불의 나라》
- 1991년 KBS2 월화드라마 《물의 나라》
- 1991년 MBC 일요아침드라마 《한지붕 세가족》 ... 병태 부, 허씨 역
- 1991년 MBC 특별기획드라마 《여명의 눈동자》 ... 오오에 역
- 1992년 KBS2 미니시리즈 《적색지대》 ... 무쇠탈 역
- 1993년 KBS1 설날특집극 《봉이전》 ... 박서방 역
- 1993년 MBC 수목드라마 《걸어서 하늘까지》
- 1993년 SBS 수목드라마 《친애하는 기타 여러분》
- 1994년 KBS2 미니시리즈 《폴리스》 ... 황대치 역
- 1994년 MBC 미니시리즈 《마지막 승부》 ... 윤칠성 역
- 1994년 KBS2 대하드라마 《한명회》 ... 홍달손 역
- 1994년 KBS2 일일연속극 《한쪽 눈을 감아요》
- 1995년 SBS 미니시리즈 《모래시계》 ... 장 수사관 역
- 1995년 KBS2 미니시리즈 《가면 속의 천사》
- 1995년 KBS2 주말연속극 《젊은이의 양지》 ... 최준태 역
- 1996년 KBS1 대하드라마 《용의 눈물》 ... 조영무 역
- 1998년 SBS 특별기획드라마 《삼김시대》 ... 차지철 역
- 1999년 SBS 월화드라마 《은실이》 ... 박갑수 역
- 1999년 SBS 미니시리즈 《고스트》 ... 형사과장(전임) 역
- 2000년 KBS1 대하드라마 《태조 왕건》 ... 왕평달 역
- 2000년 MBC 미니시리즈 《황금시대》
- 2001년 KBS2 대하드라마 《명성황후》 ... 혁흔 역
- 2001년 SBS 드라마스페셜 《수호천사》 ... 하덕호 역
- 2002년 SBS 아침드라마 《엄마의 노래》
- 2002년 KBS2 미니시리즈 《햇빛 사냥》 ... 심달근 역
- 2002년 SBS 미니시리즈 《대망》 ... 변 행수 역
- 2003년 KBS2 미니시리즈 《로즈마리》 ... 경수 부, 신인석 역
- 2003년 MBC 미니시리즈 《남자의 향기》 ... 권득룡 역
- 2003년 KBS1 아침드라마 《분이》 ... 배일준 역
- 2004년 SBS 드라마스페셜 《섬마을 선생님》 ... 이장 역
- 2005년 SBS 미니시리즈 《세잎클로버》 ... 이정만 역
- 2005년 MBC 아침드라마 《김약국의 딸들》 ... 정국주 역
- 2006년 SBS 대하드라마 《연개소문》 ... 장손무기 역
- 2006년 KBS2 대하드라마 《서울 1945》 ... 김판철 역
- 2006년 SBS 드라마스페셜 《연인》 ... 백종대 역
- 2007년 MBC 미니시리즈 《태왕사신기》 ... 흑개 역
- 2007년 KBS2 단막극 《드라마시티 - 하늘연인》 ... 석구 역
- 2007년 MBC 미니시리즈 《뉴하트》 ... 송호재 역 (특별출연)
- 2008년 tvN 미니시리즈 《맞짱》 ... 강 관장 역
- 2009년 KBS2 미니시리즈 《남자 이야기》 ... 채동그룹 채 회장 역
- 2010년 SBS 대하드라마 《제중원》 ... 황정 부, 마당개 역
- 2010년 KBS2 미니시리즈 《제빵왕 김탁구》 ... 팔봉 선생 역
- 2010년 KBS2 미니시리즈 《구미호: 여우누이뎐》 ... 스님 역
- 2010년 SBS 미니시리즈 《나는 전설이다》 ... 고진배 변호사 역
- 2011년 KBS2 미니시리즈 《강력반》 ... 권영술 팀장 역
- 2011년 JTBC 미니시리즈 《빠담빠담… 그와 그녀의 심장박동소리》 ... 정민식 역
- 2011년 채널A 미니시리즈 《총각네 야채가게》 ... 정구광 역
- 2012년 SBS 플러스 《풀하우스 TAKE 2》 ... 만옥 할아버지 역
- 2014년 KBS2 미니시리즈 《빅맨》
- 2014년 MBC 미니시리즈 《오만과 편견》 ... 유대기 역
- 2021년 tvN 금토드라마 《보이스 4》 ... 동방헌엽 역
- 2022년 MBC 일일드라마 《비밀의 집》 ... 남흥식 역
- 2023년 ENA 월화드라마 《종이달》 … 박병식 역

### 영화
- 1969년 《언제나 타인》
- 1988년 《삼박골 보리밭》 ... 집사 역
- 1990년 《도시의 상처》
- 1992년 《타악기의 계절》 ... 원장 역
- 1993년 《살어리랏다》
- 1996년 《투맨》 ... 임 형사 역
- 1998년 《파란 대문》 ... 아버지 역
- 1999년 《표절》
- 1999년 《텔 미 썸딩》 ... 오 형사 역
- 2000년 《반칙왕》 ... 장 관장 역
- 2000년 《그림일기》 ... 김대룡 역(특별출연)
- 2000년 《섬》 ... 중년남자 역(우정출연)
- 2001년 《이것이 법이다》 ... 허 형사 역
- 2002년 《마리 이야기》 ... 준호 아빠 목소리 역
- 2003년 《보리울의 여름》 ... 창수 할아버지 역(특별출연)
- 2003년 《오! 해피데이》 ... 미스 공 아버지 역
- 2003년 《해피 에로 크리스마스》 ... 에로영화 제작자 역
- 2004년 《마지막 늑대》 ... 이 소장 역
- 2004년 《슈퍼스타 감사용》 ... 박 감독 역
- 2004년 《귀신이 산다》 ... 장 반장 역
- 2005년 《강력3반》 ... 강력3반 육 반장 역
- 2005년 《왕의 남자》 ... 처선 역 (첫 천만영화)
- 2006년 《사랑을 놓치다》 ... 아저씨 역
- 2007년 《세븐 데이즈》 ... 사무장 역
- 2007년 《쏜다》 ... 심평섭 역
- 2007년 《별빛 속으로》 ... 노 교수 역(우정출연)
- 2008년 《더 게임》 ... 박창하 역(특별출연)
- 2009년 《차우》 ... 포수 천일만 역
- 2011년 《달빛 길어올리기》 ... 도암 스님 역
- 2011년 《마마》 ... 덕수 역
- 2018년 《변산》 ... 김두창 역

### 뮤직비디오
- 2004년 엠씨 더 맥스 - 행복하지 말아요, 이별이라는 이름

### 광고
- 2000년 오리온 핫브레이크 (박상면, 김수로와 함께 출연)

## 연기 외 활동

### 방송
- 2013년 MBN 《토크대발견 보물섬》
- 2014년 KBS2 《밥상의 신》
- 2019년 KBS1 《다큐공감》 293회: 선원마을 4형제가 사는 법 ... 내레이션

## 수상
- 2006년 제14회 춘사대상영화제 남우조연상 《왕의 남자》